# Àsia interior
Àsia interior es refereix a les regions sense litoral de l'Àsia oriental i Àsia del Nord que formen part de l'actual Xina occidental, Mongòlia, el Llunyà Orient rus i Sibèria. Se superposa amb algunes definicions de l'Àsia Central, principalment les històriques, però algunes regions que a vegades s'inclouen com a part d'Àsia Interior (com el nord-est de la Xina) no es consideren part de l'Àsia Central per cap de les seves definicions. Àsia interior pot ser considerada com la "frontera" de la Xina, i limitada per Àsia oriental, que consisteix en la Xina, el Japó i Corea.
L'extensió d'Àsia Interior va ser vista de manera diferent en diferents períodes. "Àsia Interior" a vegades es contrasta amb la "Xina estricta", és a dir les províncies originals, aquelles amb la majoria de les poblacions xineses Han. El 1800 estava compost per quatre àrees principals, a saber, Manxúria (modern nord-est de la Xina i Manxúria exterior), Altiplà de Mongòlia (Mongòlia Interior i exterior), Xinjiang i el Tibet. Aquestes zones havien estat conquistades per la dinastia Qing, però es van governar a través de diferents estructures administratives no com a províncies regulars durant la major part del període Qing. L'agència del govern Qing coneguda com el Lifan Iuan es va establir per a supervisar les regions de l'Imperi Asiàtic.

## Definició i ús

Concepció alternativa d'Àsia Interior que mostra les zones mongoles (o relacionades amb Mongòlia) de l'Àsia Interior que estan representades en l'Arxiu d'Etnografia Digital de Mongòlia

Àsia interior té una sèrie de definicions i usos. Una d'elles és com Denis Sinor va fer servir Àsia Interior en contrast amb les civilitzacions agrícoles, observant les seves fronteres canviants, com quan una província romana era presa pels Huns, àrees del nord de la Xina van ser ocupades pels mongols, o quan Anatòlia va acabar sota influència turca, erradicant la cultura hel·lenística.
Una altra ús és com els erudits o els historiadors de la dinastia Qing com els de la Nova Història de Qing sovint fan servir el terme "Àsia Interior" en estudiar els interessos Qing o els regnes fora de la Xina estricta.

## Termes relacionats

### Àsia central
"Àsia central" designa normalment la part occidental i islàmica de l'Àsia Interior; és a dir, Kazakhstan, Kirguizstan, Tadjikistan, Turkmenistan i l'Uzbekistan, amb l'Afganistan i l'Iran a vegades també inclosos com a part de l'Àsia central. No obstant això, el sistema de classificació de temes de la Biblioteca del Congrés dels Estats Units tracta "Àsia Central" i Àsia Interior com a sinònims.

### Euràsia central
Segons Morris Rossabi, el terme "Àsia Interior" és un terme ben establert per a l'àrea en literatura. No obstant això, a causa de les seves deficiències, incloent-hi la implicació d'una "Àsia Exterior" que no existeix, Denis Sinor ha proposat el neologisme "Euràsia Central", que emfatitza el paper de l'àrea en l'intercanvi intercontinental. Segons Sinor:

La definició que es pot donar d'Euràsia Central en l'espai és negativa. És aquesta part del continent d'Euràsia la que està més enllà de les fronteres de les grans civilitzacions sedentàries... Encara que la zona d'Euràsia Central està subjecta a fluctuacions, la tendència general és la de la disminució. Amb el creixement territorial de les civilitzacions sedentàries, el seu límit s'estén i ofereix una superfície major sobre la qual es dipositaran noves capes de bàrbars.